# كيريل ميلانوف
كيريل ميلانوف (بالبلغارية: Кирил Миланов)‏ (17 سبتمبر 1948 - 25 يناير 2011)، هو لاعب كرة قدم بلغاري كان يلعب كمهاجم. لعب في لماريك دوبنيستا بين عامي 1966 و 1971، ولعب لأكاديمية صوفيا بين عامي 1971 و 1973 وفي ليفسكي صوفيا بين عامي 1973 و 1978. كيريل لعب المنتخب البلغاري 110 مباراة دولية وسجل 64 هدفا.

## روابط خارجية
- كيريل ميلانوف على موقع الاتحاد الدولي (مؤرشف)  (الإنجليزية)
- كيريل ميلانوف على موقع الاتحاد الأوربي (الإنجليزية)
- كيريل ميلانوف على موقع قاعدة بيانات كرة القدم.إي يو (الإنجليزية)
- كيريل ميلانوف على موقع ناشيونال فوتبول تيمز (الإنجليزية)